# Bruce Toussaint
Pour les articles homonymes, voir Toussaint (homonymie).
Bruce Toussaint est un journaliste, animateur de télévision et radio français, né le 17 octobre 1973 à Asnières-sur-Seine (Hauts-de-Seine).
Journaliste au sein du groupe Canal+, il présente successivement pendant dix-sept ans sur Canal+, les émissions La Matinale, L'Édition spéciale, puis sur I-Télé, le rendez-vous Team Toussaint, la matinale info.
De 2016 à 2018, il anime le magazine d'actualité C dans l'air sur France 5.
À la radio, il présente Europe 1 Matin durant deux saisons à partir de l'année 2011. Après avoir présenté durant une année la matinale de France Info à partir de la rentrée 2017, il quitte la station publique en juillet 2018 et rejoint deux mois plus tard la chaîne privée BFM TV pour présenter Grand Angle en remplacement de Jean-Baptiste Boursier, avant de se voir confier en 2020 sa propre émission sur la tranche 9 h - 12 h, intitulée le Live Toussaint.
À compter de janvier 2024, ayant quitté BFM, il présente Bonjour ! La Matinale TF1, du lundi au vendredi.

## Biographie

### Jeunesse, études et début de carrière
Bruce Toussaint nait le 17 octobre 1973 à Asnières-sur-Seine, de Jean-Claude Toussaint, informaticien, et de Mercedes Ramos-Matias (1948-2021), comptable ; il a une sœur cadette.
Diplômé de l'ancienne antenne de Montpellier du Centre de formation professionnelle des journalistes (CFPJ),, il commence sa carrière en 1991 sur la station O'FM,, radio des Hauts-de-Seine soutenue par Charles Pasqua[source insuffisante].

### 1994-2011: Canal+, I-Télé et Jimmy
Bruce Toussaint devient journaliste sportif sur Canal+ en 1994, au moment où son président-fondateur André Rousselet est évincé de la chaîne par l'un des actionnaires du groupe, la Compagnie générale des eaux (renommée plus tard Vivendi).
Le 31 août 1997 à Paris, il est à proximité de la voiture disloquée de la princesse britannique, Diana Spencer, alors au côté de l'héritier égyptien Dodi Al-Fayed. Selon ses propos, Bruce Toussaint aurait été le premier à annoncer sa mort en France, sur Canal+.
Après le départ de Philippe Gildas en 2001, il collabore à l'émission Nulle part ailleurs et présente l'émission les week-ends lors de la dernière saison de celle-ci en 2002 (période Thierry Dugeon).
En 2001, en raison des bouleversements survenus au sein du groupe Canal+ avec le renforcement de la participation de Vivendi et le départ de Pierre Lescure[source insuffisante], à l'occasion d'un plan social et de la fusion des rédactions de I-Télé et de Canal+ — un tiers des effectifs de I-Télé est concerné, soit 71 postes sur environ 220 —, Bruce Toussaint rejoint la chaîne d'information comme de nombreux autres journalistes de la chaîne cryptée. Dès janvier 2002, il coprésente avec Stéphanie Renouvin le journal de la mi-journée diffusé simultanément sur Canal+ et I-Télé. Cette formule est reconduite pour la saison 2002-2003 puis est supprimée de la grille de la chaîne.
Après avoir présenté la session d'information du soir (18 h - 21 h) sur I-Télé pendant la saison 2003-2004, il anime brièvement en septembre 2004 l'émission de débat contradictoire N'ayons pas peur des mots sur cette même chaîne.
À la suite du départ de Thierry Gilardi sur TF1, tandis que Samuel Étienne le remplace à la présentation de N'ayons pas peur des mots, il reprend au mois d'octobre 2004 La Matinale. L'émission coanimée par Stéphanie Renouvin est diffusée en clair et en direct chaque matin sur Canal+ ainsi que sur I-Télé lors de sa première saison. En septembre 2006, Élé Asu remplace Stéphanie Renouvin à la présentation des journaux.
En avril 2007, pressenti pour reprendre la case de la mi-journée sur Canal+, Bruce Toussaint indique préférer poursuivre La Matinale pour une quatrième saison. Il annonce avoir écrit trois épisodes d'une série télévisée sur les coulisses de Matignon pour Canal+. Dans la perspective de l'élection présidentielle française de 2007, Bruce Toussaint anime sur I-Télé, le dimanche en fin d'après-midi, trois débats de quarante-cinq minutes entre différentes personnalités politiques, sous le titre On ne va pas être d'accord.
En 2008, il présente sur Jimmy deux numéros de Breaking News, magazine anticipant chacun un évènement fictif : l'arrestation d'Oussama ben Laden et une attaque terroriste avec un virus mortel.
En juin 2008, Bruce Toussaint quitte La Matinale pour reprendre en septembre suivant L'Édition spéciale, succédant à Samuel Étienne à la tête de l'émission de la mi-journée de Canal+,. Maïtena Biraben lui succède aux commandes de La Matinale,.
À l'été 2009, Bruce Toussaint anime un jeu basé sur l'actualité, Le News Show, diffusé sur Canal+ en access prime-time dans la case de l'émission Le Grand Journal. Le jeu est également diffusé pendant les vacances de Noël 2009 et 2010 puis l'été 2010,,. Un temps pressenti pour remplacer Michel Denisot dont il est proche, il ne reprend toutefois pas la tête de l'émission Le Grand Journal.
À partir de septembre 2010, il anime chaque dimanche midi sur Canal+, Tout le monde il est beau, tout le monde il est gentil, émission qui revisite l'actualité de la semaine sur un ton léger. Toutefois, l'émission n'obtient que la très faible audience moyenne de 350 000 téléspectateurs.
En 2011 sur la chaine Jimmy, Bruce Toussaint co-anime avec Caroline Roux l'émission Bonsoir Monsieur le président. Cette émission simule la première interview de président(e) élu(e) par différents candidats comme Marine Le Pen, Nicolas Dupont-Aignan, Hervé Morin ou encore Manuel Valls.

### 2011-2013: Europe 1, France 2 et D8
En août 2011, Bruce Toussaint quitte le groupe Canal+ pour présenter la matinale d'Europe 1 à la place de Guillaume Cahour. Tandis qu'Ariane Massenet reprend la présentation du News Show. L'émission dominicale Tout le monde il est beau, tout le monde il est gentil est arrêtée (un meilleur de intitulé Tout le monde il est beau, tout le monde il est bronzé, animé par Cyrille Eldin, est diffusé durant l'été 2011).
En octobre 2011, il rejoint le service public et présente le magazine Un monde six jeunes sur France 2. En septembre 2012, tout en continuant la matinale sur Europe 1, il anime le magazine de débat Vous trouvez ça normal ?! chaque vendredi en deuxième partie de soirée sur France 2[réf. nécessaire]. En raison de médiocres résultats d'audience, le manque d'originalité et de préparation de l'émission selon les critiques médias, le magazine trop coûteux pour France Télévisions est retiré de l'antenne, le 21 décembre 2012.
N'ayant plus aucune émission à présenter, il quitte officiellement le groupe France Télévisions le 21 décembre 2012, à minuit, après avoir déclaré : « Je quitte France 2 qui s'est mal comportée avec moi ».
En mai 2013, en raison de résultats d'audience décevants, il n'est pas reconduit pour la saison suivante de la matinale d'Europe 1. Il est remplacé à la rentrée 2013 par Thomas Sotto.

### 2013-2018: I-Télé, France 5 et France Info
À partir du 26 août 2013, revenant travailler pour le groupe Canal+, Bruce Toussaint présente la nouvelle matinale d'I-Télé, Team Toussaint, la matinale info, aux côtés d'Amandine Bégot,.
En septembre 2016, il quitte le groupe Canal+ et rejoint le service public, au groupe France Télévisions. Jusqu'en 2017, il présente l'émission C polémique sur France 5, chaque dimanche à 19 h 45,.
De septembre 2017 à juillet 2018, il rejoint la radio France Info et prend en charge la matinale de la station, succédant à la journaliste Fabienne Sintes,,. Il est alors à la tête du 7/9 (soit de 7 h à 9 h), qui comprend en particulier le 8h30 Toussaint-Aphatie de 8 h 30 à 9 h sur France Info. En 2018, il quitte à nouveau le service public.

### 2018-2023: BFM TV
Le 14 mai 2018, Vincent Giret, directeur de France Info, annonce que Bruce Toussaint quitte la matinale en fin de saison, information confirmée par lui-même. On apprend en même temps qu'il rejoint la chaîne privée BFM TV pour y présenter l'émission Grand Angle du lundi au jeudi de 22 h à minuit, à partir du 27 août.
De la rentrée à début janvier 2019, il remplace temporairement Apolline de Malherbe à la présentation de Et en même temps (de 18 h à 20 h) le dimanche, durant son congé maternité.
À la rentrée 2019, il se voit confier la présentation du Tonight Bruce Infos, de 22 h à minuit. Ce nouveau programme est une version remaniée de Grand Angle. L'émission est alors désormais axée autour d'une bande constituée de Jeanne Daudet, Catherine Tricot, Benoît Gallerey et Bruno Jeudy.
À la rentrée 2020, il est remplacé par Maxime Switek à la case « 22 h - minuit » du lundi au jeudi et hérite par la suite d'une nouvelle case le « 9 h à 12 h », pour laquelle il anime une émission nommée le Live Toussaint. Il présente une dernière fois l'émission le 1er décembre 2023 puis quitte la chaine avant de rejoindre TF1.

### À partir de 2024: TF1
Le 5 octobre 2023, les médias annoncent que le journaliste quitte BFM TV pour rejoindre TF1. Il devrait animer sur la chaîne nationale, une matinale de type magazine et actualités,. Pourtant, Bruce Toussaint en 2008 a été critique concernant la chaîne TF1 et surtout son présentateur du journal de 13H, Jean-Pierre Pernaut, contre lequel il déclare : « TF1 aurait mieux fait de garder PPDA et de virer ce type, parce que son travail, c'est 90% de non-journalisme. Le 13 heures est devenu une sorte de reflet de la France assoupie, idéal pour commencer la sieste. Que Pernaut soit de droite, conservateur et réac', ça ne me pose pas de problème. Le souci, c'est qu'il exprime ses opinions dans le JT. Il ferait mieux de nous expliquer pourquoi sa femme a les dents aussi blanches ».
Il présente Bonjour ! La Matinale TF1 lancée le 8 janvier 2024, en même temps que la nouvelle plateforme de streaming « TF1+ ». Malgré une large promotion de l'émission, à son lancement la matinale de Bruce Toussaint subit forte une baisse d'audience sur la même tranche horaire; TF1 est même battue par France 2, BFMTV et CNews.

### Vie privée
Marié en 1997 à Catherine Fruchon, journaliste littéraire sur RFI, il est le père d’une fille née en 2000 et d'un garçon né en 2004.
Il explique le 26 janvier 2021 dans son émission Le live Toussaint être daltonien.
Il partage la passion du poker avec son ami et producteur, Alexandre Amiel.
En mars 2021, le parquet de Lisieux ouvre une enquête sur sa participation à un dîner clandestin à Deauville, en dépit des restrictions imposées par le gouvernement dans le cadre de la pandémie de Covid-19.
Le mardi 19 octobre 2021, il annonce via un tweet sur son compte Twitter que sa mère est décédée en pleine rue malgré l'intervention des sapeurs pompiers qui ont tenté de la réanimer.
En avril 2023, son premier livre paraît aux éditions Stock : Heureusement, elle n'a pas souffert. Il aborde le thème du deuil de ses deux parents,.

## Résumé de carrière

### Parcours en radio
- 1991-1994 : collaborateur de la station O'FM

- 2003 : co-présentateur du 12/14 sur RMC en duo avec Emmanuelle Gaume, en remplacement de Jean-Marc Morandini

- 2011-2013 : présentateur de la matinale Europe 1 Matin sur Europe 1

- 2017-2018 : présentateur de la matinale Le 7/9 sur France Info

### Émissions télévisées
- 2004-2008 : La Matinale sur Canal+
- 2008-2011 : L'Édition spéciale sur Canal+
- 2009-2010 : Le News Show sur Canal+
- 2010-2011 : Tout le monde il est beau, tout le monde il est gentil sur Canal+
- 2011 : Un monde six jeunes sur France 2
- 2012 : Vous trouvez ça normal ?! sur France 2
- 2013 : Touche pas à mon poste ! sur D8 (une émission)
- 2013-2016 : Team Toussaint, la matinale info sur I-Télé
- 2016-2017 : C Polémique sur France 5
- 2016-2018 : C dans l'air sur France 5
- 2017-2018 : 8h30 Toussaint-Aphatie sur France Info
- 2018-2019 : Grand Angle sur BFM TV
- 2018 : Et en même temps sur BFM TV
- 2019-2020 : Tonight Bruce Infos et Ligne rouge (mensuellement) sur BFM TV
- 2020-2023 : Le Live Toussaint sur BFM TV
- Depuis 2024 : Bonjour ! La Matinale TF1 sur TF1
- 2025 : Paris en fête ! Sur TF1 avec Anne-Claire Coudray

## Publication
- Heureusement, elle n'a pas souffert, éditions Stock, 5 avril 2023, 182 p. (ISBN 9782234094673).